# Grondzuigmachine

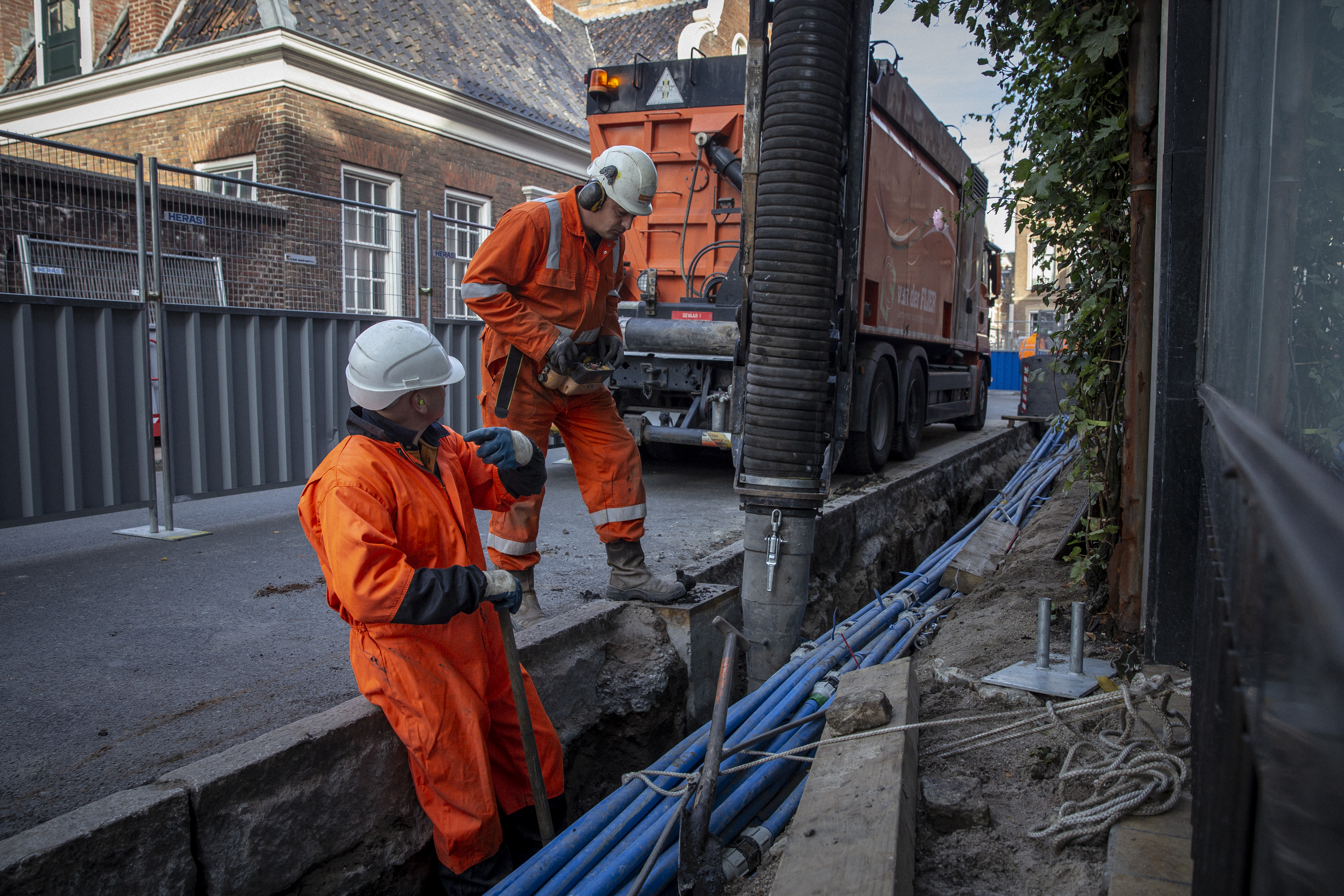
Een grondzuigmachine

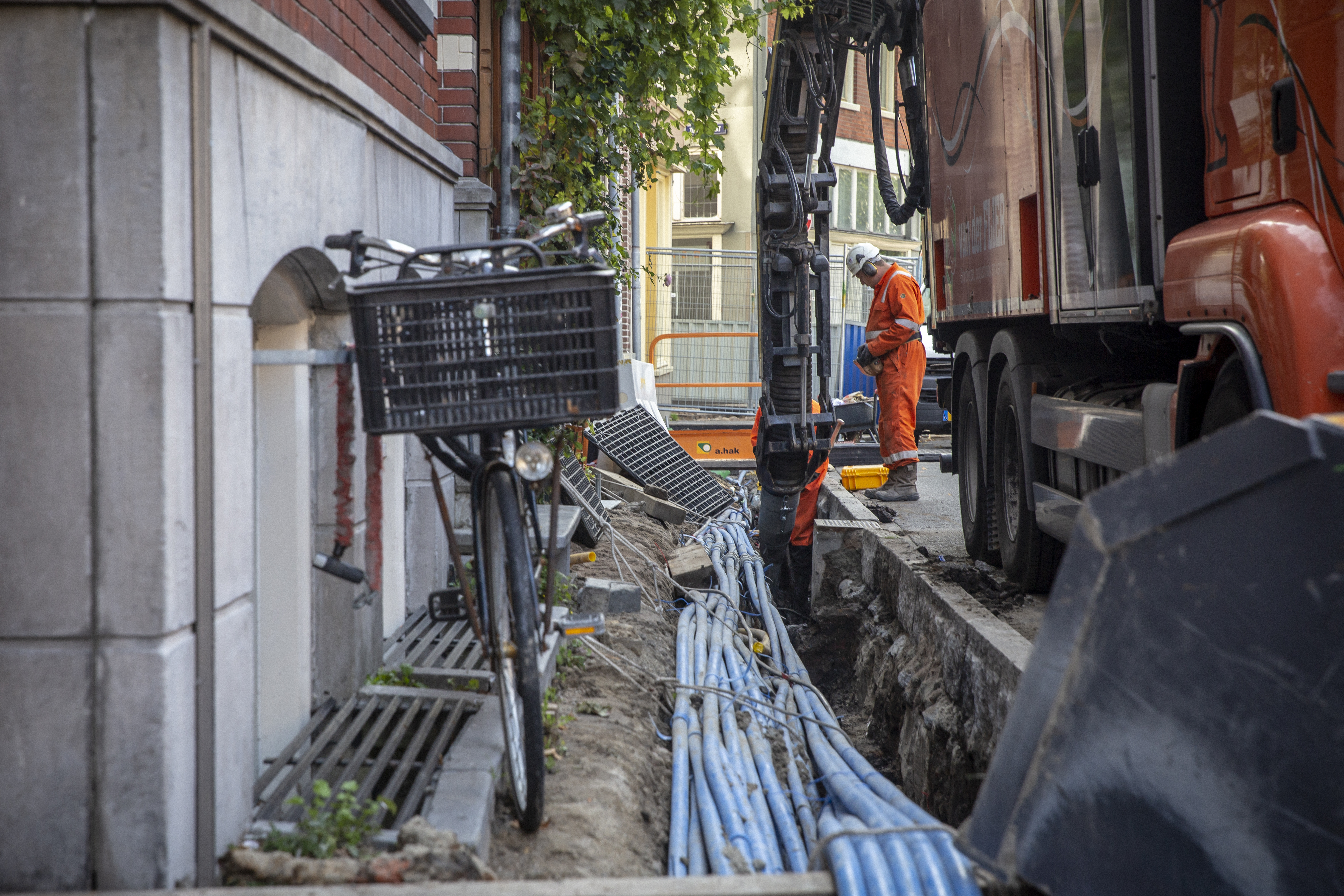
Kabels en leidingen vrij zuigen met behulp van een grondzuigauto

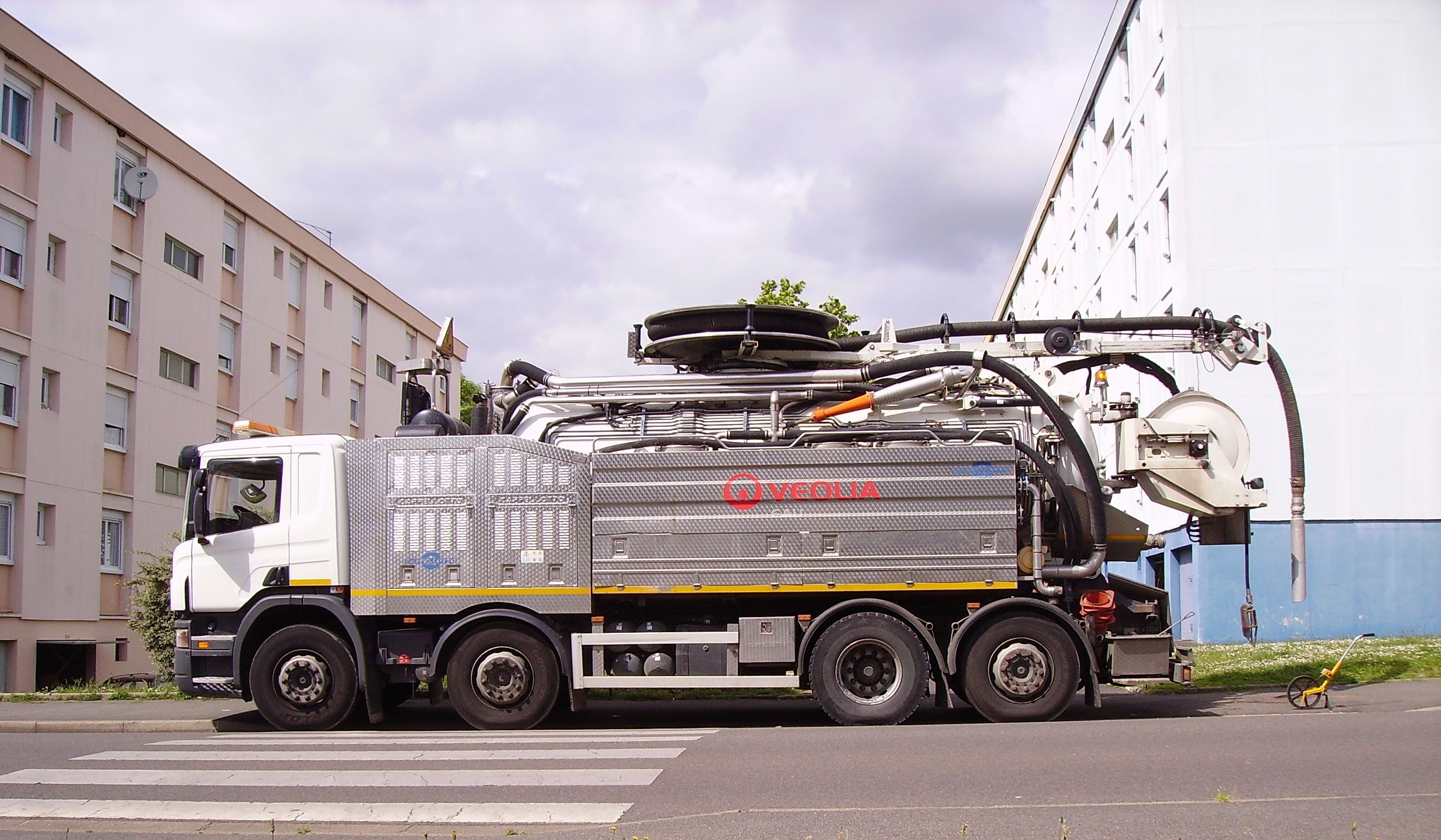
Een Scania P380 met een Cappellotto-systeem

Een grondzuigmachine, grondzuigwagen of grondzuigauto is een soort graafmachine die gebruik maakt van zuiging. Met een lange slang met een diameter van ongeveer 30 centimeter kan de machine met een sterke zuigkracht grond en puin wegruimen.
Grondzuigen wordt vaak toegepast bij het verwijderen van grond rondom kwetsbare structuren zoals kabels, leidingen en boomwortels. Deze worden daarbij minder snel beschadigd dan bij gebruik van een traditionele graafmachine. Daarnaast wordt de methode ingezet om materialen te verwijderen van lastig bereikbare plekken zoals kruipruimtes of daken.

## Technieken

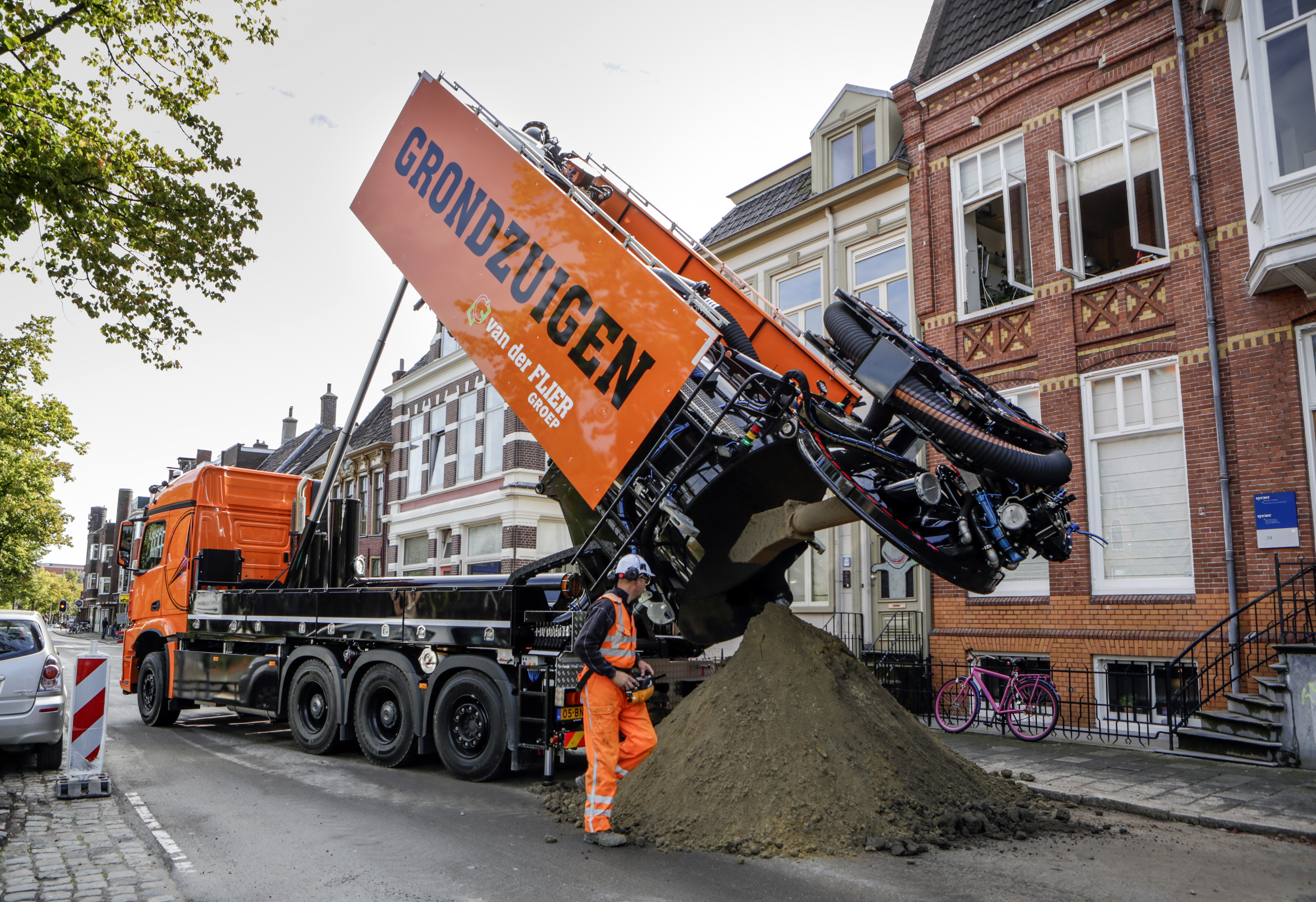
Een grondzuigauto die gebruikmaakt van vacuümtechniek

Er zijn twee verschillende technieken om grond te zuigen, het kan door middel van een ventilator- of met een vacuümgrondzuigmachine. Beiden zijn doorgaans op een vrachtwagen gemonteerd.
- De grondzuigmachine met een ventilatorsysteem werkt als een soort stofzuiger. De auto zuigt lucht op door een slang met een diameter van ongeveer 30 centimeter en daarmee ook de grond die zich onder de slang bevindt. Dit betekent dat de grondzuigauto altijd luchttoevoer nodig heeft om te functioneren. De slang kan bij deze methode niet volledig in de grond gedrukt worden, aangezien hij dan geblokkeerd wordt. Met behulp van deze techniek worden met name droge materialen weggezogen.
- De tweede grondzuigtechniek gebeurt met een vacuümauto. Deze auto verwijdert de grond met behulp van het vacuümprincipe. Deze techniek is te vergelijken met het leegpompen van een giertank. In de praktijk houdt dit in dat de machine in de grond wordt gedrukt en blijft zuigen. Zowel droge als natte materialen kunnen met deze techniek worden verwijderd.

## Toepassingen
Grondzuigen wordt met name ingezet bij het verwijderen van grond op risicovolle en moeilijk bereikbare plekken. De techniek kan bijvoorbeeld worden toegepast bij het vergroten van kruipruimtes, verwijderen van dakgrind, saneren van bodem en schoonzuigen van freesvakken. Een grondzuigauto kan verschillende materialen opzuigen.

## Geschiedenis
Het idee om kabels en leidingen te bereiken door de grond erboven en eromheen weg te zuigen, is afkomstig van een Franse netbeheerder. Na de val van de Berlijnse Muur gaf deze netbeheerder de opdracht om een grondzuigauto te ontwikkelen. De eerste kwam begin jaren 1990 gereed, de techniek werd daarna verder ontwikkeld. In 2002 werd in Nederland voor het eerst een grondzuigauto ingezet.